# A sógun (televíziós minisorozat, 1980)
A sógun 1980-ban bemutatott amerikai televíziós minisorozat, ami James Clavell azonos című regénye alapján készült. A sorozatot Jerry London rendezte Eric Bercovici forgatókönyvéből, a történet pedig egy európai navigátorról szól, aki hajója elsüllyedése után a feudális Japánban köt ki. A főbb szerepeket Richard Chamberlain, Mifune Tosiró, Simada Jóko, Damien Thomas és John Rhys-Davies játszották.
Az öt részes sorozatot az Amerikai Egyesült Államokban az NBC adta 1980. szeptember 15. és szeptember 19. között. Magyarországon a TV2 mutatta be 1999. október 26-án, ahol a hat részre bontott változatot adták, az utolsó rész premierje november 2-án volt.
A sorozatból 2024-ben készült egy azonos című remake, amit az FX mutatott be.

## Cselekmény
John Blackthorne egy angol kormányos, az Erasmus nevű holland kereskedőhajó navigátora, aki Anjironál, Japán keleti partjainál szenved hajótörést egy vihar által. A helybéliek által csak Anjin-sannak hívott Blackthorne-t szamurájok fogják el, ám később szabadon bocsátják, ám le kell mondania angol identitásáról és alkalmazkodnia kell a helyi kultúrához. A férfi belekeveredik a helyi politikai játszmába, ami Lord Yoshi Toranaga és Lord Ishido közt zajlik, akik mindketten meg akarják maguknak szerezni a "sógun" titulust, aminek birtokosa korlátlan hatalomra tesz szert az országban.

## Szereplők
| Színész             | Szerep                       | Magyar hang       |
| ------------------- | ---------------------------- | ----------------- |
| Richard Chamberlain | John Blackthorne "Anjin-san" | Sörös Sándor      |
| Mifune Tosiró       | Lord Yoshi Toranaga          |                   |
| Simada Jóko         | Toda Buntaro "Mariko"        | Törtei Tünde      |
| Frankie Sakai       | Yabu                         |                   |
| Alan Badel          | Dell'Aqua atya               | Versényi László   |
| Michael Hordern     | Friar Domingo                | Dobránszky Zoltán |
| Damien Thomas       | Alvito atya                  | Kőszegi Ákos      |
| John Rhys-Davies    | Vasco Rodrigues              | Csuja Imre        |
| Vladek Sheybal      | Ferriera kapitány            |                   |
| George Innes        | Vinck                        |                   |
| Leon Lissek         | Sebastio atya                | Beregi Péter      |
| Yûki Meguro         | Omi                          |                   |
| Hideo Takamatsu     | Lord Toda Buntaro            |                   |
| Hiromi Senno        | Usagi Fujiko                 |                   |
| Nobuo Kaneko        | Ishido Kazunari              |                   |

## Díjak és jelölések
| Év   | Díj                            | Kategória                                                                  | Jelölt | Eredmény | Forrás |
| ---- | ------------------------------ | -------------------------------------------------------------------------- | --- | -------- | ------ |
| 1980 | Peabody-díj                    | N/A                                                                        | NBC, Paramount Television | Elnyerte | [ 4 ]  |
| 1981 | American Cinema Editors Awards | Legjobb vágás televíziós minisorozatban                                    | James T. Heckert, Bill Luciano, Donald R. Rode, Benjamin A. Weissman, and Jerry Young (az "1. rész"ért)                                                                                                | Jelölve  | [ 5 ]  |
| 1981 | Golden Globe-díj               | Legjobb drámasorozat                                                       | Legjobb drámasorozat | Elnyerte | [ 6 ]  |
| 1981 | Golden Globe-díj               | Legjobb férfi főszereplő (drámasorozat)                                    | Richard Chamberlain | Elnyerte | [ 6 ]  |
| 1981 | Golden Globe-díj               | Legjobb női főszereplő (drámasorozat)                                      | Simada Jóko | Elnyerte | [ 6 ]  |
| 1981 | People’s Choice Awards         | Az év minisorozata                                                         | Az év minisorozata | Elnyerte | [ 7 ]  |
| 1981 | Primetime Emmy-díj             | Legjobb minisorozat                                                        | James Clavell, Eric Bercovici | Elnyerte | [ 8 ]  |
| 1981 | Primetime Emmy-díj             | Legjobb férfi főszereplő (minisorozat, antológiasorozat vagy tévéfilm)     | Richard Chamberlain | Jelölve  | [ 8 ]  |
| 1981 | Primetime Emmy-díj             | Legjobb férfi főszereplő (minisorozat, antológiasorozat vagy tévéfilm)     | Mifune Tosiró | Jelölve  | [ 8 ]  |
| 1981 | Primetime Emmy-díj             | Legjobb női főszereplő (minisorozat, antológiasorozat vagy tévéfilm)       | Simada Jóko | Jelölve  | [ 8 ]  |
| 1981 | Primetime Emmy-díj             | Legjobb férfi mellékszereplő (minisorozat, antológiasorozat vagy tévéfilm) | Yūki Meguro | Jelölve  | [ 8 ]  |
| 1981 | Primetime Emmy-díj             | Legjobb férfi mellékszereplő (minisorozat, antológiasorozat vagy tévéfilm) | John Rhys-Davies | Jelölve  | [ 8 ]  |
| 1981 | Primetime Emmy-díj             | Legjobb rendező (minisorozat, antológiasorozat vagy tévéfilm)              | Jerry London (az "5. rész"ért) | Jelölve  | [ 8 ]  |
| 1981 | Primetime Emmy-díj             | Legjobb forgatókönyv (minisorozat vagy különkiadás)                        | Eric Bercovici (az "5. rész"ért) | Jelölve  | [ 8 ]  |
| 1981 | Primetime Emmy-díj             | Legjobb látványtervezés (minisorozat vagy különkiadás)                     | Joseph R. Jennings, Yoshinobu Nishioka, Tom Pedigo, Shoichi Yasuda (az "5. rész"ért) | Jelölve  | [ 8 ]  |
| 1981 | Primetime Emmy-díj             | Legjobb operatőr (minisorozat vagy különkiadás)                            | Andrew Laszlo (a "4. rész"ért) | Jelölve  | [ 8 ]  |
| 1981 | Primetime Emmy-díj             | Legjobb jelmeztervezés                                                     | Shin Nishida (az "5. rész"ért) | Elnyerte | [ 8 ]  |
| 1981 | Primetime Emmy-díj             | Legjobb vágás (minisorozat vagy különkiadás)                               | Donald R. Rode, Benjamin A. Weissman, Jerry Young, Bill Luciano (az "5. rész"ért) | Jelölve  | [ 8 ]  |
| 1981 | Primetime Emmy-díj             | Legjobb hangvágás                                                          | Stanley Paul, William M. Andrews, Leonard Corso, Denis Dutton, Jack A. Finlay, Robert Gutknecht, Sean Hanley, Pierre Jalbert, Jack Keath, Alan L. Nineberg, Lee Osborne, Tally Paulos (a "3. rész"ért) | Jelölve  | [ 8 ]  |
| 1981 | Primetime Emmy-díj             | Legjobb főcím                                                              | Phill Norman (az "1. rész"ért) | Elnyerte | [ 8 ]  |